# Rōhai
Rōhai (jap. 鷺牌) ist eine Kata im Karate, d. h. ein stilisierter Kampf gegen mehrere imaginäre Gegner.
Geübt wird diese Kata in den Stilen Shōrin-ryū, Wadō-Ryū und Shitō-ryū. Außerdem wird im Shitō-ryū noch eine Reihe von drei Kata mit dem Namen Rohai gelehrt, die auf Itosu Yasutsune zurückzuführen sind.

## Ursprung

### Matsumura no Rōhai
Die Matsumura no Rōhai oder nur Rohai entstammt ursprünglich dem Baihequan Quanfa, wirkt jedoch nicht so dynamisch, wie andere Kata des Baihequan, z. B. Chintō. Auf Okinawa wurde sie sowohl im Tomari-te als auch im Shuri-te gelehrt und später auch in Matsumuras Shōrin-ryū.

### Itosu no Rōhai

#### Rōhai shodan
Itosu, ein Schüler Matsumuras, entwickelte auf der Grundlage der Rohai eine weitere Kata mit Namen Rōhai shodan (鷺牌初段, dt. „Rōhai, erste Stufe“). Diese Kata ähnelt zum Anfang stark der Rohai Matsumuras, jedoch werden zur Mitte hin die Techniken immer öfter zur Seite ausgeführt. Außerdem sind die benutzten Techniken der Rohai shodan komplett andere und die Kata ist kürzer, jedoch von einem hohen Schwierigkeitsgrad.

#### Rōhai nidan
Anders als alle anderen Kata der Rōhai-Reihe enthält Rōhai nidan (鷺牌 二段, dt. „Rōhai, zweite Stufe“) keinerlei Ähnlichkeit zu ihrer Ursprungsform. Eine Besonderheit gegenüber dieser ist, dass der Sagi ashi dachi (die Reiherfußstellung), welcher ausschlaggebend für ihren Namen ist, nicht vorkommt. Auch ist die Kata deutlich länger als Rohai shodan und sandan und einige Techniken, wie z. B. Shutō uke in Kōsa dachi, werden insgesamt in alle vier Richtungen ausgeführt. Dies zeigt in der Bunkai ein spiegelbildähnliches Konzept und tatsächlich ist diese Kata die Grundlage der Meikyō, was heller Spiegel heißt.

#### Rōhai sandan
Ebenso wie in der Rōhai nidan zeigt auch Rōhai sandan (鷺牌三段, dt. „Rōhai, dritte Stufe“) keine typischen Techniken der Matsumura no Rōhai, jedoch ist der Beginn ähnlich dynamisch, wie der jener Kata. Ihre Dauer ist kürzer als die ihres Vorgängers, jedoch deutlich länger als die der Rōhai shodan. Die Techniken der Rōhai sandan ähneln sehr denen der Kushanku, weshalb man spekulieren kann, welche Kata tatsächlich zuerst entwickelt wurde.

### Videos
- Shitō-ryū Matsumura no Rohai